# دانیل فرانسوی (بازیکن فوتبال)
دانیل فرانسوی (انگلیسی: Daniel French؛ زادهٔ ۲۵ نوامبر ۱۹۷۹) بازیکن فوتبال اهل بریتانیا است.
از باشگاه‌هایی که در آن بازی کرده‌است می‌توان به باشگاه فوتبال پیتربورو یونایتد و باشگاه فوتبال بوستون یونایتد اشاره کرد.